# Papirus 95
Papirus 95 (według numeracji Gregory-Aland), oznaczany symbolem {\displaystyle {\mathfrak {P}}^{95}} – wczesny grecki rękopis Nowego Testamentu, spisany w formie kodeksu na papirusie. Paleograficznie datowany jest na III wiek. Zawiera fragmenty Ewangelii według Jana.

## Opis
Zachowały się tylko fragmenty jednej karty Ewangelii według Jana (5,26-29.36-38). Oryginalna karta miała rozmiary 12 na 24 cm. Tekst pisany jest w 35 linijkach na stronę.
Stosuje dierezę. Nomina sacra pisane są skrótami.
Kurt Aland zaliczył go do jedenastu wczesnych rękopisów Ewangelii Jana.

## Tekst
Fragment jest zbyt krótki by móc ustalić jaką tradycję tekstualną reprezentuje.
Zawiera niepowtarzalny wariant tekstowy w J 5,28 (recto, linia 7) - ακουσαντ]ες.

## Historia
Nieznane jest miejsce pochodzenia rękopisu. Tekst rękopisu opublikował Jean Lenaerts w 1985 roku. Aland umieścił go na liście rękopisów Nowego Testamentu, w grupie papirusów, dając mu numer 95.
Lenaerts, wydawca kodeksu, odnotował jego paleograficzne podobieństwo do P. Rylands 542 z III wieku. Rękopis datowany jest przez INTF na III wiek.
Cytowany jest w krytycznych wydaniach Nowego Testamentu (NA27).
Obecnie przechowywany jest w Bibliotece Laurenziana (PL II/31) we Florencji.